# جون شو (مغني)
جون شو (بالإنجليزية: John Shaw)‏ هو مغني ومغني أوبرا أسترالي، ولد في 12 أكتوبر 1924 في نيوكاسل في أستراليا، وتوفي في 24 فبراير 2003 في سيدني في أستراليا.

## وصلات خارجية
- جون شو على موقع ميوزك برينز (الإنجليزية)